# Different Times: Lou Reed in the '70s
Different Times: Lou Reed in the 70s è una raccolta di Lou Reed pubblicata nel 1996.

## Tracce
1. I Can't Stand It
2. Love Makes You Feel
3. Lisa Says
4. Walk on The Wild Side
5. Perfect Day
6. Satellite Of Love
7. Vicious
8. Berlin
9. Caroline Says I
10. Sad Song
11. Caroline Says II
12. Sweet Jane
13. Kill Your Sons
14. Sally Can't Dance
15. A Gift
16. She's My Best Friend
17. Coney Island Baby